# Neptis sangaica
Neptis sangaica är en fjärilsart som beskrevs av Moore 1877. Neptis sangaica ingår i släktet Neptis och familjen praktfjärilar. Inga underarter finns listade i Catalogue of Life.